# Kuzmin (Kosovo Polje)
Pour les articles homonymes, voir Kouzmine.
Kuzmin en serbe latin et Kuzmin en albanais (en serbe cyrillique : Кузмин) est une localité du Kosovo située dans la commune/municipalité de Fushë Kosovë/Kosovo Polje, district de Pristina (Kosovo) ou district de Kosovo (Serbie). Selon le recensement kosovar de 2011, elle compte 334 habitants.

## Démographie

### Évolution historique de la population dans la localité
| 1948 | 1953 | 1961 | 1971 | 1981 | 1991 | 2011 |
| ---- | ---- | ---- | ---- | ---- | ---- | ---- |
| 415  | 465  | 516  | 502  | 526  | 554  | 334  |

|  |

### Répartition de la population par nationalités (2011)
En 2011, les Serbes représentaient 58,98 % de la population et les Roms 11,98 %.